# 桑西莱普罗万
桑西莱普罗万（法語：Sancy-lès-Provins，法語發音：[sɑ̃si lɛ pʁɔvɛ̃] ⓘ，意为“普罗万附近的桑西”）是法国塞纳-马恩省的一个市镇，属于普罗万区。

## 地理
桑西莱普罗万（48°41'48"N, 3°23'32"E）面积18.21 平方千米，位于法国法蘭西島大區塞纳-马恩省，该省份为法国北部内陆省份，北起瓦兹省，西接埃松省、马恩河谷省、塞纳-圣但尼省和瓦兹河谷省，南至卢瓦雷省，东南接约讷省，东临马恩省和奥布省，东北接埃纳省。
与桑西莱普罗万接壤的市镇（或旧市镇、城区）包括：布里地区欧热、塞尔讷、莱什罗勒、蒙索莱普罗万、圣马丹迪博谢、维利耶圣乔治。

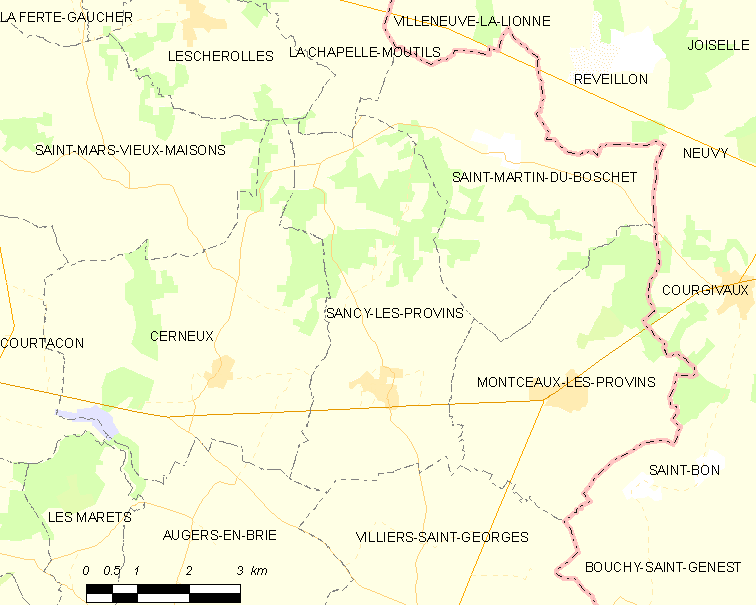
桑西莱普罗万的OSM定位图

桑西莱普罗万的时区为UTC+01:00、UTC+02:00（夏令时）。

## 行政
桑西莱普罗万的邮政编码为77320，INSEE市镇编码为77444。

## 政治
桑西莱普罗万所属的省级选区为普罗万县。

## 人口

1962-2008年间桑西莱普罗万人口变化图示

桑西莱普罗万于2022年1月1日时的人口数量为338人。